# Contea di Jones (Dakota del Sud)
La contea di Jones ( in inglese Jones County ) è una contea dello Stato del Dakota del Sud, negli Stati Uniti. La popolazione al censimento del 2000 era di 1 193 abitanti. Il capoluogo di contea è Murdo.